# 峻山水库
峻山水库，位于中国广西壮族自治区恭城瑶族自治县西岭乡境内，是恭城河支流西河上的一座大（2）型水库。于1972年动工兴建，1975年蓄水，1990年竣工。水库控制流域面积320平方千米，库容1.037亿立方米，水面狭长，面积3.12平方千米，回水长16千米。大坝为浆砌石溢流重力坝，主坝坝高69米，坝长220米，坝顶宽5米。水库具有多年调节功能，以灌溉为主，兼顾发电、防洪、养殖。水库灌溉农田1.364万公顷。电站有两级，总装机容量9.2兆瓦，年发电量3500万千瓦时。